# Бернар де Вантадур
Бернар де Вантадур познат и као Бертран де Вентадорн био је истакнути француски трубадур класичног доба поезије трубадура, композитор и песник. Рођен је 1135. године a умро 1194. године. Данас се сматра да је „мајстор певач” развио кансоне у формализованијем стилу који је омогућио изненадне заокрете. Упамћен је по мајсторству и популаризацији тробар леу стила, као и по својим плодним кансонима, који су помогли у дефинисању жанра и успостављању „класичне” форме дворске љубавне поезије, која се опонаша и репродукује кроз преостали век и пола трубадурске активности.
Бернар је био познат по томе што је у једном тренутку могао приказати своју жену као божанског заступника, а затим, изненада, као Ева — узрок човековог првороднох греха. Ова дихотомија у његовом раду приказана је у „грациозном, духовитом и полираном” медију.

## Биографија
Бернар де Вантадур живео је типичним трубадурским животом. Син слуге у замку грофа Вантадура на југу Француске прославио се компоновањем класичних дворских љубавних песама.
Компоновање је изучио у служби свог мецене, грофа Ебла III Вантадурског, и прве песме посветио је његовој супрузи Маргерити. По свему судећи, Бернар је подлегао чарима својих стихова и био је принуђен да побегне из Вантадура чим се открило да је заљубљен у грофицу. Касније је пропутовао Француску и посетио Енглеску као део пратње Елеоноре Аквитанске. Сачувано је око 45 његових песама, од којих је половина садржала и музичку пратњу.